# 金塘大桥
金塘大桥是中国国家高速公路网甬舟高速公路（G9211）的组成部分，是工程中最长的一座大桥，全长26,540米，连接浙江省舟山市金塘岛和宁波市镇海区，其中海上部分长18.27公里。主航道桥采用主跨620米的双塔双索面斜拉桥方案，通航等级为50000吨级，是外海中已建成的最长斜拉桥。金塘大桥是继杭州湾跨海大桥和东海大桥后国内第三长的跨海大桥。行车道宽度为26米，双向四车道。
2006年4月动工兴建，总投资77亿元。2008年7月15日，金塘大桥海上部分宣告贯通。2009年12月25日，金塘大桥正式通车。